# 埃夫洛吉峰

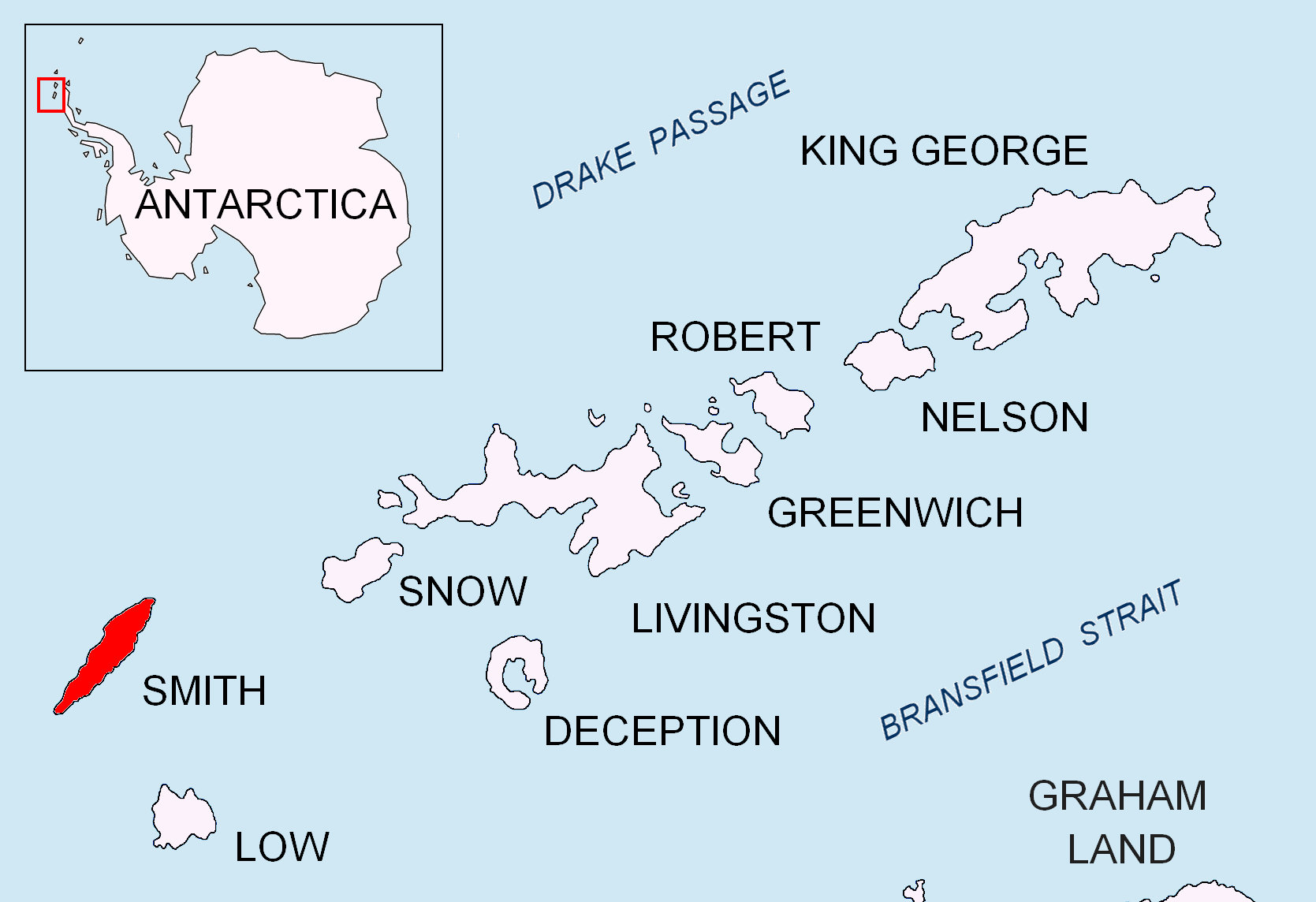

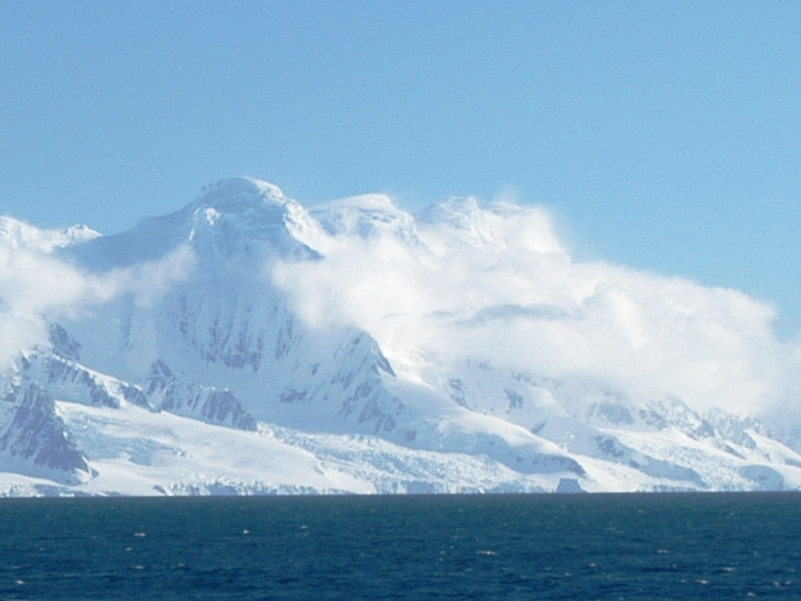

埃夫洛吉峰是南極洲的山峰，位於南設得蘭群島的史密斯島，屬於伊梅昂山脈的一部分，處於安蒂姆峰西南面1.3公里，海拔高度2,090米，以保加利亞的金融家命名。
62°59′18″S 62°32′24″W / 62.98833°S 62.54000°W

## 外部連結
- SCAR Composite Antarctic Gazetteer（页面存档备份，存于）